# 스포일러 (매체)

스포일러 경고를 알리는 웹사이트 그래픽

스포일러(영어: spoiler, 약칭:스포)는 영화, 소설, 애니메이션 등의 주요 줄거리나 내용을 관객, 독자, 또는 네티즌에게 미리 알려주는 행위를 뜻한다. 일반적으로 줄거리 구조가 가져다주는 즐거움은 다음 상황을 알 수 없다는 긴장감 속에서 더욱 강화되기 때문에, 이런 행위는 영화나 소설을 감상할 때 느끼는 흥을 깨뜨릴 수 있다.

## 어원
‘스포일러’는 ‘망쳐 버리는 사람 또는 그 행위’라는 뜻의 영어 ‘spoiler’에서 왔다.
'spoiler'는 'spotlight'(세상 사람의 주목이나 관심을 가지는 사람)의 의미도 포괄하고 있으며, 'spoil' 어원에서 비롯 되었다.

## 한국어 순화어
스포일러의 한국어 순화어로서 대표적인 것은 '미리니름'이 있다. 미리니름은 드래곤 라자 클럽에서 '먼저, 일찍'을 나타내는 관형사 '미리'와 동사 '니르다'('이르다'의 중세 한국어)의 명사형 '니름'을 합쳐서 만들어낸 합성어이다. 하지만 내용누설이라는 의미 전달이 가능한 한국어 표현이 이미 존재하는지라 과도한 언어순화의 부작용으로 여겨지고 있다.
국립국어원에서 실시한 인터넷 투표에서는 '영화헤살꾼'이 순화 용어로 뽑혔으며, 여기서 '헤살'은 '일을 짓궂게 훼방하는 짓'을 뜻한다.

## 문제점
서사를 지닌 장르에서 줄거리는 긴장을 유발하는 중요한 요소이며, 다음 상황이나 이야기 전개를 알 수 없을 때 관객이나 독자는 그 작품에 흥미를 느끼기 때문이다. 스포일러는 관객이나 독자의 입장에서 볼 때 기대했던 영화나 소설에 대한 흥을 깨는 훼방꾼이고, 작가나 제작자 입장에서 볼 때는 잠재적 관객 수를 잠식하여 흥행률을 떨어뜨리는 원망스러운 존재다.

## 같이 보기
- 시놉시스